# Enguerrand de Marigny

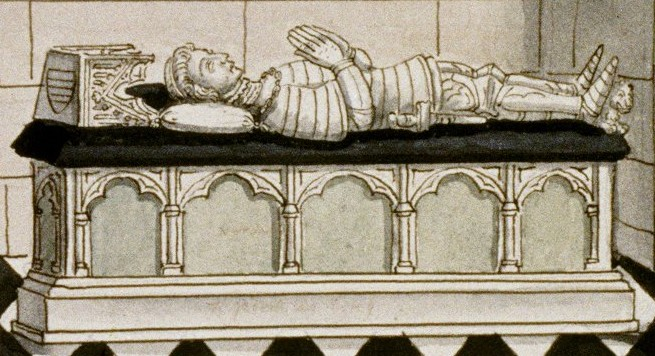
Kenotaph von Enguerrand de Marigny (14. Jh.)

Enguerrand de Marigny (* um 1260 in Lyons-la-Forêt in der Normandie; † 30. April 1315 in Montfaucon) war Kammerherr des französischen Königs Philipp IV. Er stammte aus einer Familie des niederen Adels, die sich Le Portier nannte. Der Name de Marigny wurde um das Jahr 1200 anlässlich der Heirat von Hugues Le Porter und Mahaut de Marigny angenommen.

## Leben
Enguerrand trat als Kastellan in die Dienste von Hugues de Bouville ein, Kammerherr und Sekretär Philipps IV., wurde dann an den Hof der Königin Johanna I. von Navarra gerufen, der Ehefrau Philipps IV., die aus ihm denjenigen machte, der ihre Wünsche umsetzen sollte. Enguerrand heiratete ihre Patentochter, Jeanne de Saint-Martin. Im Jahr 1298 übernahm er die Aufsicht über das Schloss von Issoudun.
Nach dem Tod von Pierre Flote und Hugues de Bouville (1304) in der Schlacht bei Mons-en-Pévèle, wurde er Großkammerherr und erster Minister des Königs. Zwei Jahre später wurde er in die Normandie gesandt, um dort der Finanzbehörde vorzustehen. Er erhielt von Philipp eine Menge Geld und andere Geschenke, aber auch eine Pension von Eduard II. von England.
Im Jahr 1311 war er Mitglied einer königlichen Gesandtschaft, die unter Leitung von Karl von Valois, Bruder des Königs, in Tournai mit den Flamen verhandelte. Bei dieser Mission zerstritt er sich mit Karl, als er diesen offen in den Schatten stellte. Der Bruder des Königs verzieh diesen Affront nicht und blieb der erbittertste Feind de Marignys auch nach dem Tod Philipps IV.
In der Regierungszeit Ludwigs X. (1314–1316) – Karl von Valois war jetzt Regent – wurde er dann verschiedener Unterschlagungen angeklagt, daneben auch der Münzverschlechterung, der Plünderung der königlichen Wälder, der Veruntreuung kirchlicher Fonds und sogar der Zauberei. Seine Position als Schatzmeister des Königs schützte ihn nicht und der König verteidigte ihn nicht. Er wurde in einem Prozess verurteilt und in Montfaucon gehängt. Sein Körper wurde zwei Jahre hängen gelassen, bis zu einem neuen Prozess im Jahr 1317, in welchem er freigesprochen wurde: Ludwig X. war gestorben, sein Bruder Philipp V. war sein Nachfolger und Karl von Valois war kaltgestellt. Enguerrand de Marigny wurde in der Stiftskirche von Écouis beerdigt.

## Brüder
Während seiner Amtszeit war es ihm gelungen, seine Brüder auf Bischofssitzen unterzubringen: Philippe als Erzbischof von Sens und Jean als Bischof von Beauvais; letzterer wurde im Jahr 1329 Kanzler des Königs Philipp VI. war und 1347 Erzbischof von Rouen.